# Stawek pod Zwierówką
Stawek pod Zwierówką (słow. Pleso pod Zverovkou) – niewielkie jezioro polodowcowe w słowackich Tatrach Zachodnich, w Dolinie Zuberskiej (Studená dolina). Znajduje się wśród lasu, około 800 m na północny zachód od polany Zwierówka (Zverovka). Leży na wysokości 983 m n.p.m. i jest najniżej położonym naturalnym zbiornikiem wodnym w Tatrach. Powierzchnia stawu to 0,31 ha, wymiary 82 × 52 m, głębokość 1,2 m. Tafla tego stawu jest ciemna, co zapewnia ciekawe odbicia lustrzane. Wokół jeziora poprowadzona jest ścieżka, przy której znajdują się drewniane stoliki z ławkami. Jezioro wypełnia zagłębienie między morenami, jego woda jest brunatna i niezbyt zimna, jak na tatrzańskie jeziora.

## Szlaki turystyczne
– zielony ze Zwierówki przez Ciepły Żleb, Przełęcz pod Osobitą i skrzyżowanie szlaków poniżej szczytu Grzesia do Doliny Zadniej Łatanej.
- Czas przejścia ze Zwierówki do skrzyżowania pod Grzesiem: 3:25 h, ↓ 3 h
- Czas przejścia z Grzesia do żółtego szlaku w Dolinie Zadniej Łatanej: 30 min, ↑ 1 h

 – okrężna ścieżka dydaktyczna o długości 2,2 km rozpoczynająca się i kończąca na Zwierówce. Czas przejścia całości: 45 min